# 三噁烷

三噁烷的三个异构体：1,2,3-三噁烷（左）、1,2,4-三噁烷（中）和1,3,5-三噁烷（右）

三噁烷是由三个碳原子和三个氧原子组成的六元环的异构体之一，化学式 C3H6O3。
它们分别是：
- 1,2,3-三噁烷是假想化合物，是一种分子臭氧化物。[1]
- 1,2,4-三噁烷也是假想化合物，它的衍生物如青蒿素可用作抗疟药。[2]
- 1,3,5-三噁烷是甲醛的三聚体，用于燃料和塑料的制造，和乌洛托品混合形成乌洛托品燃料片（英语：Hexamine fuel tablet）。